# NGC 7813
NGC 7813 (другие обозначения — IC 5384, PGC 287, MCG -2-1-16, MK 936, IRAS00015-1215) — спиральная галактика (Sb) в созвездии Кит.
Этот объект входит в число перечисленных в оригинальной редакции «Нового общего каталога».